# تاريخ آسيا الوسطى

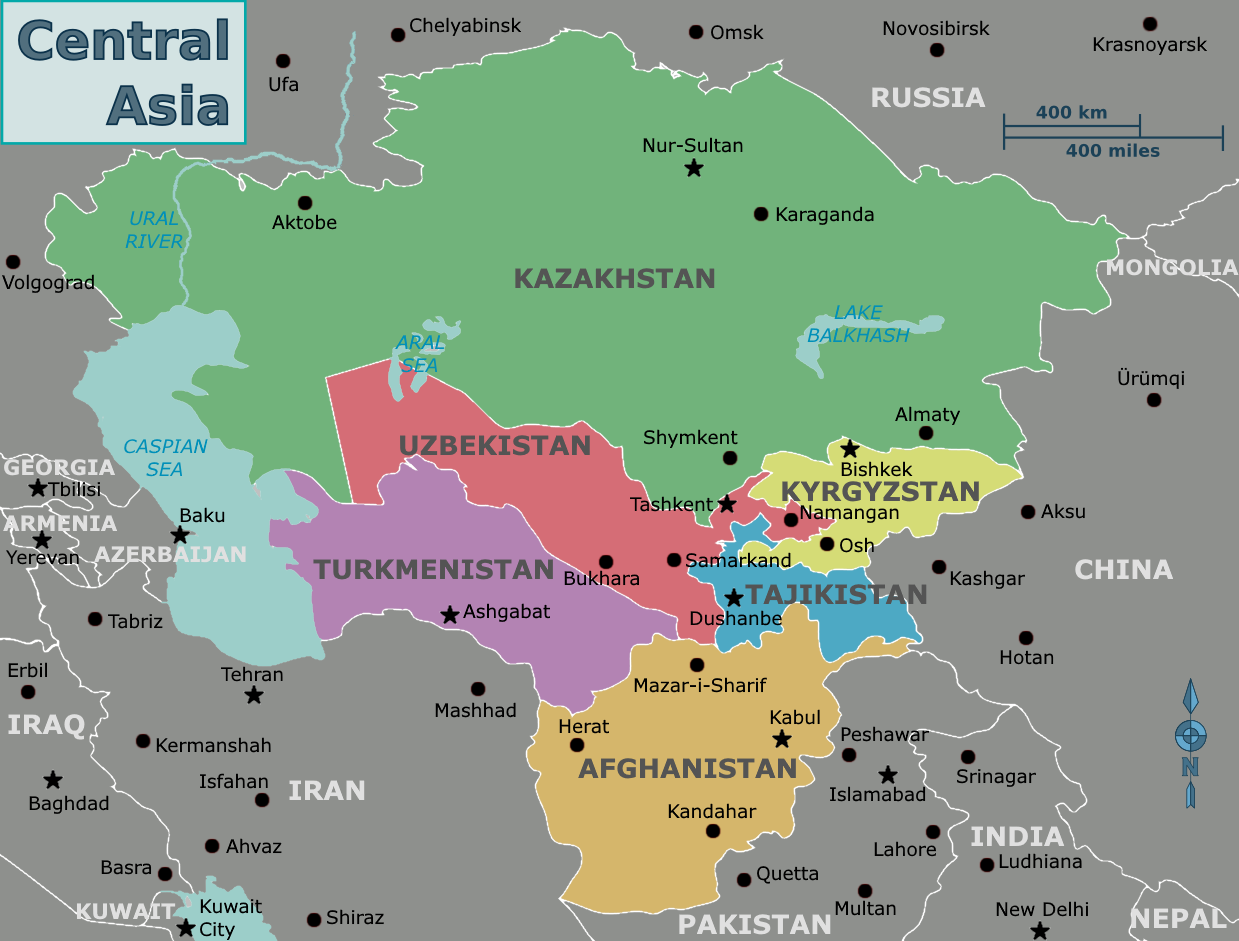
دول وسط آسيا

إن تاريخ آسيا الوسطى يتعلق بتاريخ الشعوب المختلفة التي سكنت آسيا الوسطى. لقد تم تحديد نمط حياة هؤلاء الأشخاص في المقام الأول من خلال مناخ المنطقة وجغرافيتها. إن جفاف المنطقة يجعل الزراعة صعبة ، كما أن المسافة من البحر تقطعها عن الكثير من التجارة. وهكذا، عدد قليل من المدن الرئيسية المتقدمة في المنطقة. سيطر شعوب الرحل في السهوب على المنطقة لآلاف السنين.

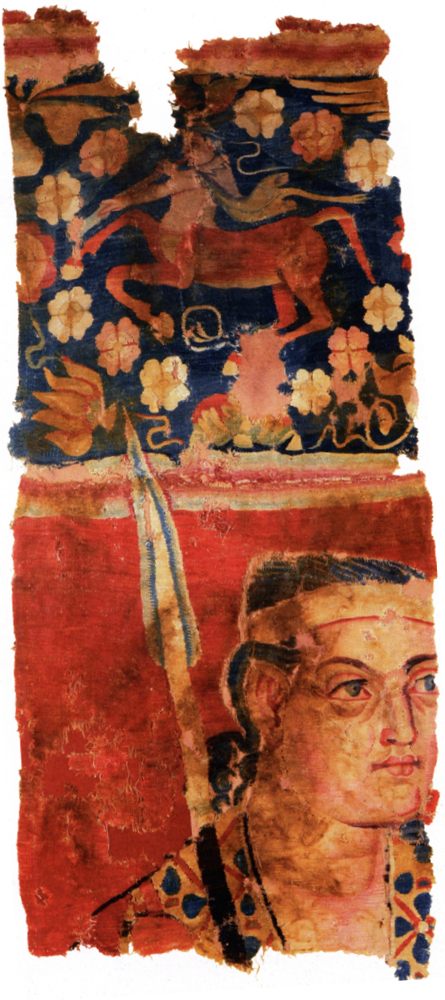
نسيج سامبول، وهو جدار من الصوف يتدلى من مقاطعة لوب في شينجيانغ بالصين، ويظهر جنديًا يونانيًا ربما من المملكة اليونانية - البكترية (250-125 قبل الميلاد) ، مع عيون زرقاء ، يحمل الرمح ، ويرتدي ما يبدو يكون عقال التاج ؛ يصور فوقه هو سنتور ، من الأساطير اليونانية ، وهي فكرة مشتركة في الفن الهلنستي

تميزت العلاقات بين البدو الرحل والسكان المستقرين في آسيا الوسطى وحولها بالصراع. كان نمط حياة الرحل مناسبًا تمامًا للحرب، وأصبح راكبو الخيل السهوب من أكثر الأشخاص قوة في العالم، نظرًا للتقنيات المدمرة وقدرة رماة الخيول. وسيقوم زعماء القبائل أو الظروف المتغيرة دوريًا بتنظيم العديد من القبائل في قوة عسكرية واحدة، والتي ستقوم في كثير من الأحيان بشن حملات غزو، خاصة في مناطق «أكثر تحضرًا». شمل عدد قليل من هذه الأنواع من التحالفات القبلية غزو الهون لأوروبا، وهجرات تركية متنوعة إلى ترانسكسانا، وهجوم وو هو على الصين، وعلى الأخص غزو المغول لكثير من أوراسيا.

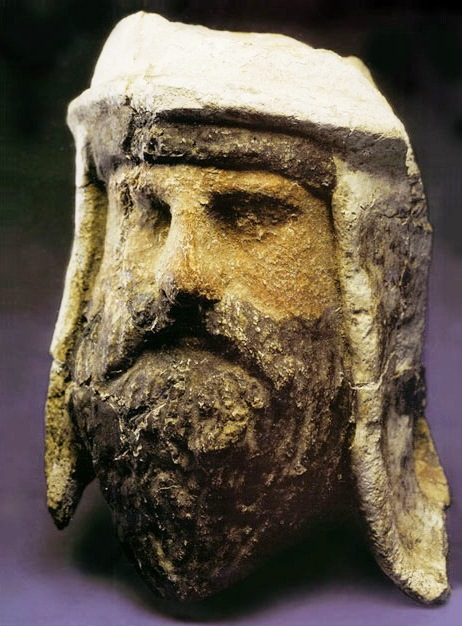
طين ورأس مرمر من كاهن زرادشتية يرتدي غطاء رأس على الطراز البكترياني ، تاختي-سانجين، طاجيكستان، القرنين الثالث والثاني ق.م.

انتهت هيمنة البدو في القرن السادس عشر حيث سمحت الأسلحة النارية للأشخاص المستقرين بالسيطرة على المنطقة. توسعت الإمبراطورية الروسية، وأسرة تشينغ الصينية، وقوى أخرى إلى المنطقة واستولت على معظم آسيا الوسطى بحلول نهاية القرن التاسع عشر. بعد الثورة الروسية عام 1917، أدرج الاتحاد السوفياتي معظم آسيا الوسطى. فقط منغوليا وأفغانستان بقيت مستقلة رسميًا، رغم وجود منغوليا كدولة سواتية سوفيتية والقوات السوفيتية غزت أفغانستان في أواخر القرن العشرين. شهدت المناطق السوفياتية في آسيا الوسطى الكثير من التصنيع والبنية التحتية، ولكن أيضا قمع الثقافات المحلية وإرث دائم من التوترات العرقية والمشاكل البيئية.
مع انهيار الاتحاد السوفيتي في عام 1991، حصلت خمس دول في آسيا الوسطى على الاستقلال - كازاخستان وأوزبكستان وتركمانستان وقيرغيزستان وطاجيكستان. في جميع الولايات الجديدة، احتفظ مسؤولو الحزب الشيوعي السابق بالسلطة كرجال محليين أقوياء.

## ما قبل التاريخ
البشر حديثو التشريح (الإنسان العاقل) وصلوا إلى آسيا الوسطى قبل 50000 إلى 40000 سنة. ويعتقد أن الهضبة التبتية قد تم التوصل إليها قبل 38،000 سنة. السكان الذين عاشوا في سيبيريا خلال العصر الجليدي الأخير، ساهموا بشكل كبير في سكان كل من أوروبا والأمريكتين.
يستخدم مصطلح الميزوليتيوم الخزفي لثقافات العصر الحجري الوسيط المتأخر في آسيا الوسطى، خلال الألف السادس إلى الخامس قبل الميلاد (في علم الآثار الروسي، توصف هذه الثقافات على أنها نيوليتية على الرغم من أن الزراعة غائبة). يتميز بنوعه الفخاري المميز مع قاعدة النقطة أو المقبض والحواف المشتعلة، والمصنعة بطرق لا يستخدمها المزارعون في العصر الحجري الحديث. قد يكون أقرب مظهر لهذا النوع من الفخار في المنطقة المحيطة ببحيرة بايكال في سيبيريا. يظهر في ثقافة الشان أو يلشانا أو سمارة على نهر الفولجا في روسيا حوالي 7000 سنة قبل الميلاد. ومن هناك انتشرت عبر ثقافة دنيبر دونيت إلى ثقافة نارفا في بحر البلطيق الشرقي.

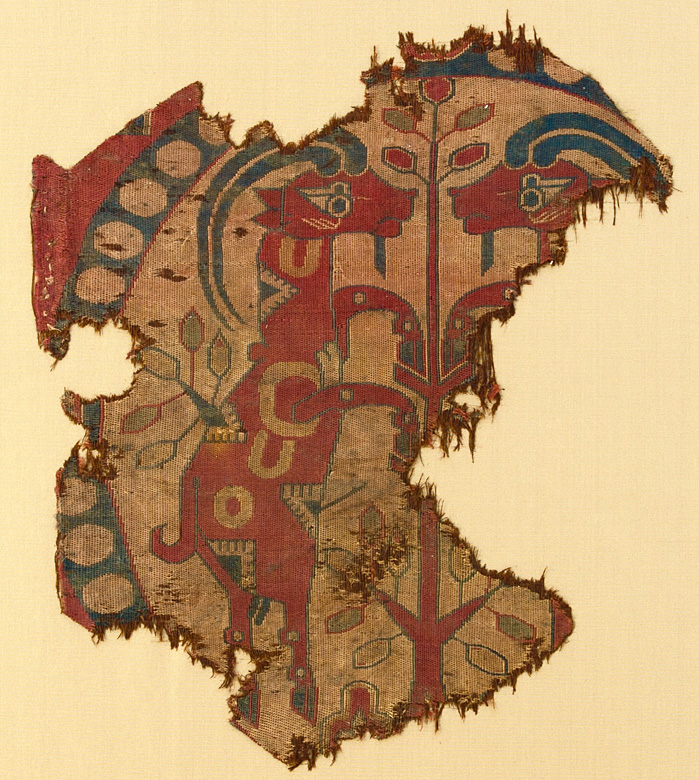
قطعة قماشية من الحرير المقصب، مؤرخة ج. 700 ميلادي (الصورة اليسرى)

في سهول بونتيك-قزوين، تنمو ثقافات العصر الجليكي في النصف الثاني من الألفية الخامسة قبل الميلاد، وهي مجتمعات صغيرة في مستوطنات دائمة بدأت في الانخراط في الممارسات الزراعية والرعي. حول هذا الوقت، بدأت بعض هذه المجتمعات تدجين الحصان. ووفقًا لفرضية كورغان، فإن شمال غرب المنطقة يعتبر أيضًا مصدر جذور اللغات الهندية الأوروبية. تظهر المركبة التي تجرها الخيول في الألفية الثالثة قبل الميلاد، بحلول عام 2000 قبل الميلاد، على شكل عربات حربية بعجلات محكومة، مما يجعلها أكثر قدرة على المناورة، وتسيطر على ساحات المعارك. أدى الاستخدام المتزايد للحصان، إلى جانب الفشل ، تقريبًا حوالي عام 2000 قبل الميلاد، لنظم الري الهشة دائمًا التي سمحت بزراعة واسعة في المنطقة، إلى ظهور وهيمنة الرحل الرعوي بحلول 1000 قبل الميلاد، وهو أسلوب حياة تهيمن على المنطقة لآلاف السنين القادمة، مما أدى إلى التوسع من العصر الحديدي.
حافظت مجموعات البدو المتناثرة على قطعان من الأغنام والماعز والخيول والجمال، وأجرت عمليات هجرة سنوية للعثور على مراعي جديدة (ممارسة تعرف باسم الترانسفيرمانس). عاش الناس في الخيام (أو الخيام) - الخيام المصنوعة من الجلود والخشب التي يمكن تفكيكها ونقلها. كان لكل مجموعة العديد من الخيام، كل منها يستوعب حوالي خمسة أشخاص.
في حين سيطر السهول شبه القاحلة من قبل البدو، نشأت مدينة صغيرة الدول والمجتمعات الزراعية المستقرة في المناطق الرطبة من آسيا الوسطى. وكان مجمع باكتريا-مارخيانا الأثري مطلع الالفية الثانية قبل الميلاد أول حضارة المستقرة في المنطقة، وممارسة زراعة ري القمح والشعير، وربما شكل من أشكال الكتابة. ربما تفاعلت باكتريا-مارخيانا مع البدو المعاصرة العصر البرونزي في الثقافة أندرونوفو، منشئي عربة تكلم العجلات، الذين يعيشون إلى الشمال في غرب سيبيريا، روسيا، وأجزاء من كازاخستان، ونجا كثقافة حتى الألفية الأولى قبل الميلاد. هذه الثقافات، وخاصة باكتريا-مارخيانا، وقد افترض كممثلين ممكن من الثقافة الآرية افتراضية الأجداد إلى المتحدثين من اللغات الهندو إيرانية.
في وقت لاحق، ازدادت قوة دول مدينة سغديان في وادي فرغانا. بعد القرن الأول قبل الميلاد، أصبحت هذه المدن موطنا لتجار طريق الحرير ونمت ثروات من هذه التجارة. كان البدو الرحل يعتمدون على هؤلاء الأشخاص المستقرين لمجموعة واسعة من السلع التي كان من المستحيل أن ينتجها السكان العابرون. كان البدو يتاجرون بهؤلاء عندما يستطيعون ذلك، ولكن لأنهم عموما لم ينتجوا سلعًا تهم الأشخاص المستقلين، كان البديل الشعبي هو القيام بغارات.
مجموعة واسعة من الناس جاءوا لملء السهوب. وشملت مجموعات الرحل في آسيا الوسطى الهون والأتراك الآخرين، وكذلك الهنود الأوروبيين مثل التوكاريين، الفرس، السكيثيين، ساكا، يوجي، وسون، وآخرين، وعدد من الجماعات المنغولية. على الرغم من هذه الاختلافات العرقية واللغوية، أدى نمط حياة السهوب إلى تبني ثقافة مشابهة للغاية في جميع أنحاء المنطقة.

## العصر القديم

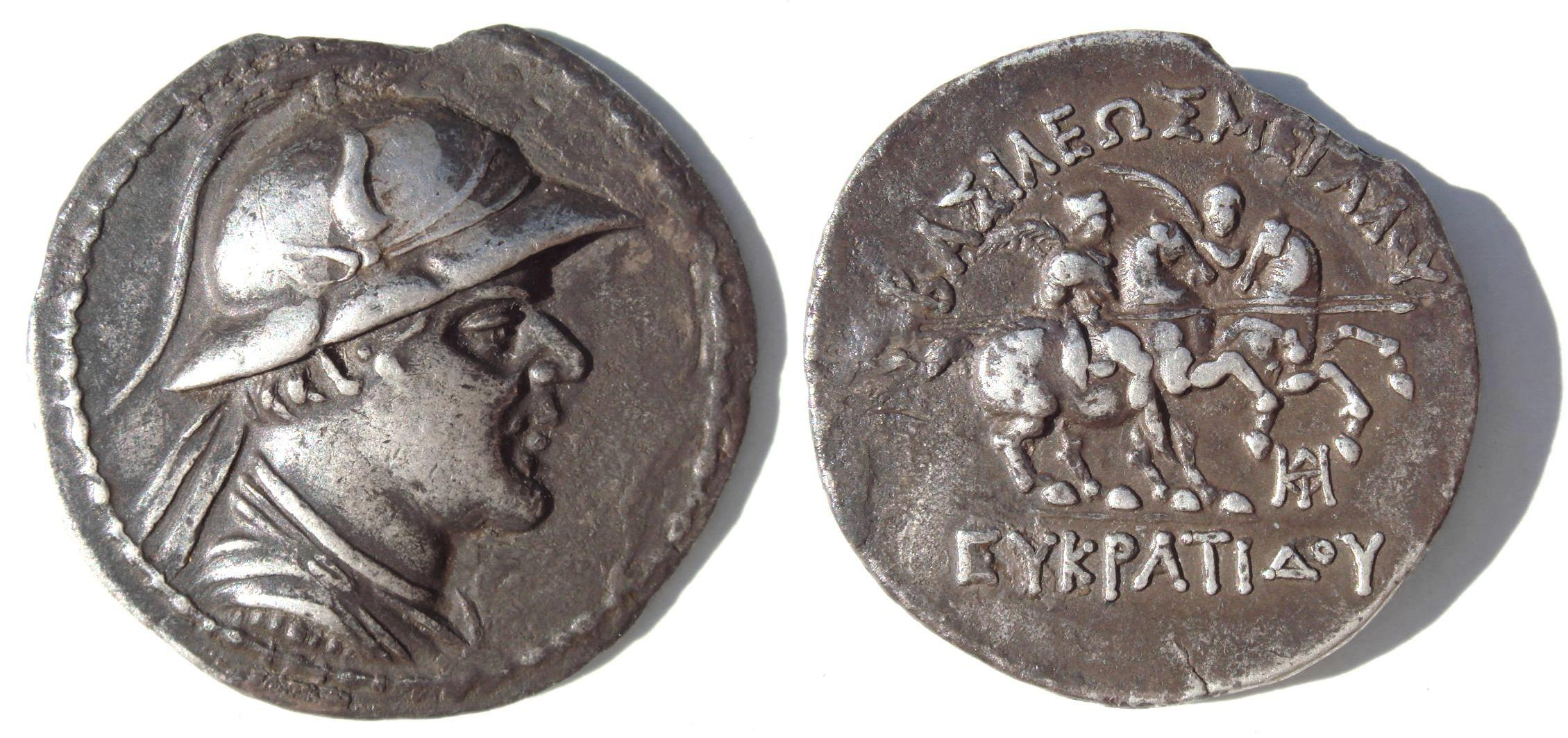
صورة معدنية لأحد ملوك اليونان

في الألفية الثانية والأولى، قبل الميلاد، تطورت سلسلة من الدول الكبيرة والقوية على الأطراف الجنوبية لآسيا الوسطى (الشرق الأدنى القديم). وشنت هذه الإمبراطوريات عدة محاولات لغزو شعب السهوب لكنها لم تحرز سوى درجات متفاوتة من النجاح. حكمت كل من الإمبراطورية الميدية والإمبراطورية الأخمينية أجزاء من آسيا الوسطى. أما إمبراطورية شيونغنو (209 قبل الميلاد – 93 (156) للميلاد) يمكن اعتبارها أول إمبراطورية في آسيا الوسطى، والتي كانت قدوة لإمبراطوريتي غوكتورك والمغول اللاحقتين. أسست قبيلة شيانيو، التي تعد سلف شيونغنو، ولاية تشونغشان (القرن السادس قبل الميلاد – نحو عام 296 قبل الميلاد) في مقاطعة خبي، الصين. استخدم حكام شيونغنو لقب شانيو قبل الإمبراطور مودو شانيو، لذا فمن المحتمل أن تاريخ الدولة في شيونغنو بدأ قبل فترة طويلة من حكم مودو.
بعد نجاح حرب هان شيونغنو، كانت الدول الصينية تسعى جاهدة أيضًا إلى توسيع نفوذها غربًا. على الرغم من قوتها العسكرية، وجدت هذه الدول صعوبة في احتلال المنطقة بأكملها.
عندما واجه البدو قوة أكبر، كانوا يتراجعون ببساطة إلى عمق السهوب وينتظرون مغادرة الغزاة. مع عدم وجود مدن وقليل من الثروة بخلاف القطعان التي أخذوها معهم، لم يكن لدى البدو أي شيء يمكن إجبارهم على الدفاع عنه. يقدم هيرودوت مثالًا من خلال تأريخه المفصل للحملات الفارسية غير المجدية ضد السكوثيين. كان لدى السكوثيين، مثل معظم الإمبراطوريات البدوية، مستوطنات دائمة بأحجام مختلفة، تمثل درجات مختلفة من الحضارة. وأصبحت مستوطنة كامينكا المحصنة الواسعة على نهر دنيبر، والتي استوطنت منذ نهاية القرن الخامس قبل الميلاد، مركزًا للمملكة السكيثية التي حكمها أتيا، الذي فقد حياته في معركة ضد فيليب الثاني المقدوني عام 339 قبل الميلاد.
حققت بعض الإمبراطوريات، مثل الإمبراطوريتين الفارسية والمقدونية، توغلات عميقة في آسيا الوسطى من خلال تأسيس المدن والسيطرة على المراكز التجارية. أدت غزوات الإسكندر الأكبر إلى انتشار الحضارة الهلنستية على طول الطريق إلى الإسكندرية إسخاته (حرفيًا: «الإسكندرية الأبعد»)، التي تأسست عام 329 قبل الميلاد في طاجيكستان الحديثة. وبعد وفاة الإسكندر عام 323 قبل الميلاد، سقطت أراضيه في آسيا الوسطى في يد الإمبراطورية السلوقية خلال حروب ملوك طوائف الإسكندر.
في عام 250 قبل الميلاد، انفصلت باختر التي تعد جزءًا من آسيا الوسطى في الإمبراطورية لتصبح المملكة الإغريقية البخترية، التي كان لها اتصالات واسعة مع الهند والصين حتى نهايتها في عام 125 قبل الميلاد. كانت المملكة الهندية الإغريقية رائدة في تطوير البوذية الإغريقية، ويقع مقرها في الغالب في منطقة البنجاب ولكنها تسيطر على جزء كبير من أفغانستان. وازدهرت المملكة الكوشانية على رقعة واسعة من المنطقة من القرن الثاني قبل الميلاد حتى القرن الرابع الميلادي، واستمرت بممارسة التقاليد الهلنستية والبوذية. ازدهرت هذه الدول بسبب موقعها على طريق الحرير الذي يربط بين الصين وأوروبا.
وبالمثل، في شرق آسيا الوسطى، توسعت أسرة هان الصينية في المنطقة في ذروة قوتها الإمبراطورية. منذ نحو عام 115 حتى عام 60 قبل الميلاد، قاتلت قوات هان إمبراطورية شيونغنو للسيطرة على دول المدن في واحة حوض تاريم. انتصر الهان في النهاية وأسسوا محمية المناطق الغربية في 60 قبل الميلاد، والتي تعاملت مع الشؤون الدفاعية والخارجية للمنطقة. وحل محل الحكم الصيني في حوض تاريم على التوالي الكوشان ثم الهياطلة.
في وقت لاحق، هيمنت القوى الخارجية مثل الإمبراطورية الساسانية على هذه التجارة. وإحدى تلك القوى كانت الإمبراطورية الفرثية، من آسيا الوسطى، لكنها اعتمدت التقاليد الثقافية الفارسية الإغريقية. هذا مثال مبكر لموضوع متكرر في تاريخ آسيا الوسطى: أحيانًا كان البدو من أصول آسيا الوسطى يغزون الممالك والإمبراطوريات المحيطة بالمنطقة، لكنهم يندمجون بسرعة في ثقافة الشعوب المحتلة.
في ذلك الوقت، كانت آسيا الوسطى منطقة غير متجانسة بمزيج من الثقافات والأديان. ظلت البوذية الديانة الأكبر، لكنها تركزت في الشرق. ولكن حول بلاد فارس أصبحت الزرادشتية هي المهمة. ثم دخلت المسيحية النسطورية المنطقة، لكنها لم تكن أبدًا أكثر من ديانة أقلية. في حين كانت المانوية أكثر نجاحًا، وأصبحت ثالث أكبر معتقد.
بدأ التوسع التركي في القرن السادس. كان الأويغور الناطقون بالتركية أحد المجموعات الثقافية المتميزة التي جمعتها تجارة طريق الحرير في توربان، والتي حكمتها بعد ذلك أسرة تانغ الصينية. اعتنق الأويغور، وهم في الأساس من البدو الرعاة، عددًا من الأديان بما في ذلك المانوية والبوذية والمسيحية النسطورية. وقد عُثر على العديد من القطع الأثرية من هذه الفترة في القرن التاسع عشر في هذه المنطقة الصحراوية النائية.

## القرون الوسطى

### أسرة سوي وبدايات أسرة تانغ
خلال حكم سلالتي سوي وتانغ، توسعت الصين إلى شرق آسيا الوسطى. كان على السياسة الخارجية الصينية تجاه الشمال والغرب الآن التعامل مع البدو الرحل الترك، الذين أصبحوا المجموعة العرقية الأكثر هيمنة في آسيا الوسطى. وللتعامل مع أي تهديدات من قبل الأتراك وتجنبها، أصلحت حكومة سوي التحصينات واستقبلت بعثاتهم التجارية والإتاوات. وأرسلوا الأميرات الملكيات للزواج من زعماء العشائر التركية، وكان مجموعهن أربعة في الأعوام 597 و599 و614 و617. أثارت أسرة سوي الاضطرابات والصراع بين الجماعات العرقية ضد الأتراك.
في وقت مبكر من حكم سلالة سوي، أصبح الأتراك قوة عسكرية رئيسية يستخدمها الصينيون. عندما بدأ الخيتان غاراتهم على شمال شرق الصين عام 605، قاد جنرال صيني 20 ألف تركي ضدهم، ووزع مواشي ونساء الخيتان على الأتراك كمكافأة. وفي مناسبتين بين العامين 635 و636، تزوجت أميرات تانغ الملكيات من مرتزقة أتراك أو جنرالات في الخدمة الصينية.
طوال عهد أسرة تانغ حتى نهاية عام 755، كان هناك ما يقرب من عشرة جنرالات أتراك يخدمون تحت حكم أسرة تانغ. في حين أن معظم جيش تانغ كان مكونًا من الفابينغ (府兵) المجندين الصينيين، لكن غالبية القوات التي يقودها الجنرالات الأتراك كانوا من أصل غير صيني، وكانوا يشنون حملات كبيرة في الحدود الغربية حيث كان وجود قوات الفابينغ قليلًا. وكانت بعض القوات «التركية» من البدو الهان الصينيين، وهم شعب غير متطبع بالثقافة الصينية.
تضاءلت الحرب الأهلية في الصين بالكامل تقريبًا بحلول عام 626 م، مع هزيمة زعيم الحرب الصيني في أوردوس ليانغ شيدو عام 628؛ بعد هذه الصراعات الداخلية، بدأت أسرة تانغ هجومًا ضد الأتراك. وفي عام 630، استولت جيوش تانغ على مناطق من صحراء أوردوس ومقاطعة منغوليا الداخلية الحديثة وجنوب منغوليا من الأتراك.
بعد هذا الانتصار العسكري، فاز الإمبراطور تايزونغ بلقب الخان العظيم بين مختلف الأتراك في المنطقة الذين تعهدوا بالولاء له وللإمبراطورية الصينية (مع عدة آلاف من الأتراك سافروا إلى الصين للعيش في تشانغآن). وفي 11 يونيو عام 631، أرسل الإمبراطور تايزونغ أيضًا مبعوثين إلى القبائل التركية الشرقية حاملين الذهب والحرير من أجل إقناعهم بإطلاق سراح السجناء الصينيين المستعبدين الذين أسروا أثناء انتقال السلطة من سوي إلى تانغ في الحدود الشمالية؛ نجحت هذه البعثة بتحرير 80 ألف رجل وامرأة صينيين وأرجعوا بعد ذلك إلى الصين.
بينما استقر الأتراك في منطقة أوردوس (إقليم شيونغنو سابقًا)، اتبعت حكومة تانغ السياسة العسكرية للسيطرة على السهوب الوسطى. مثل سلالة هان السابقة، قامت أسرة تانغ، جنبًا إلى جنب مع الحلفاء الأتراك مثل الأويغور، بغزو وإخضاع آسيا الوسطى خلال عقدي 640 و650. وخلال فترة حكم الإمبراطور تايزونغ وحده، شُنت حملات كبيرة ليس فقط ضد الغوكتورك، ولكن أيضًا حملات منفصلة ضد تويوهون وشويونتو. شن تايزونغ أيضًا حملات ضد دول الواحات في حوض تاريم، بدءًا من ضم قاراغوجا في عام 640. استولى التانغ على مملكة قاراشهر المجاورة عام 644، واحتلت مملكة كوتشا عام 649.
استمر التوسع في آسيا الوسطى تحت حكم خليفة تايزونغ، الإمبراطور غاوزونغ، الذي غزا الأتراك الغربيين الذين حكمهم الخاقان أشينا هلو في عام 657 بجيش بقيادة سو دينغفانغ. هُزم أشينا وجرى استيعاب الخانات في إمبراطورية تانغ. وقد كانت المنطقة تدار من خلال محمية أنسيشا وحاميات أنسيشا الأربعة. انتهت هيمنة تانغ خارج جبال بامير في أفغانستان بثورات الأتراك في عام 665، لكن تانغ احتفظ بوجود عسكري في قيرغيزستان وطاجيكستان وشرق أوزبكستان وشرق كازاخستان. ثم غزيت هذه الأراضي لاحقًا من قبل الإمبراطورية التبتية إلى الجنوب في عام 670. بالنسبة لما تبقى من أسرة تانغ، تناوب حوض تاريم بين حكم تانغ والتبت حيث تنافسا للسيطرة على آسيا الوسطى.